# Филиппов, Анатолий Никитович
Анатолий Никитович Филиппов (род. 20 января 1963, Усть-Майский улус, Якутская АССР или Усть-Мая, Якутская АССР) — советский боксёр, чемпион и призёр чемпионатов СССР, участник чемпионата Европы 1987 года, призёр Игр доброй Воли 1990 года, участник Олимпийских игр 1992 годов в Барселоне, мастер спорта СССР международного класса. Почётный гражданин Усть-Майского района. Заслуженный работник физической культуры и спорта Республики Саха.

## Биография
Родился в многодетной семье. Когда ему исполнилось пять лет, семья переехала в Усть-Маю. Все братья и сёстры Анатолия занимались в спортивных секциях. Анатолий занимался в секциях акробатики, волейбола, баскетбола, вольной борьбы, лыжной секции. После окончания школы учился в Октемском СПТУ-16. Там же начал заниматься боксом.
С 1981 года служил в Советской Армии. Проходил службу в спортроте. Через год службы стал прапорщиком. В 1983—1986 годах выступал за Москву. Накануне Олимпиады 1992 года он перетренировался, поэтому не смог удачно выступить. Из армии уволился в 1998 году.
В 1986—1993 годах — тренер по боксу в ШВСМ Якутска. В 1993—2007 годах — тренер-преподаватель в Якутске, в 2007—2009 годах — главный тренер Республики Саха по боксу, в 2009—2010 годах — старший тренер по боксу среди юниоров, в 2009—2010 годах — директор ДЮСШ в поселке Усть-Мая.
В 2012 году в Усть-Мае прошёл юниорский турнир на призы Анатолия Филиппова, в котором приняли участие более 120 юных боксёров.
В 1991 году вошёл в пятерку лучших боксёров страны. В рейтинге ста самых популярных боксеров за всю историю советского бокса Анатолий Филиппов стоит на 94 месте.

## Известные воспитанники
- Семён Степанов — бронзовый призёр чемпионата России 2007 года.

## Спортивные результаты
- Чемпионат СССР по боксу 1986 года — ;
- Чемпионат СССР по боксу 1987 года — ;
- Чемпионат СССР по боксу 1988 года — ;
- Чемпионат СССР по боксу 1990 года — ;